# Kohei Kiyama
Kohei Kiyama (喜山 康平 Kiyama Kohei?), född 22 februari 1988 i Tokyo prefektur, är en japansk fotbollsspelare.
Kiyama började sin karriär 2006 i Tokyo Verdy. 2007 flyttade han till Fagiano Okayama. Han spelade 117 ligamatcher för klubben. Han gick tillbaka till Tokyo Verdy 2011. 2011 flyttade han till Kamatamare Sanuki. 2012 flyttade han till Matsumoto Yamaga FC. Han spelade 184 ligamatcher för klubben. 2017 flyttade han till Fagiano Okayama.